# Hidroxilclinohumita
La hidroxilclinohumita és un mineral de la classe dels silicats, que pertany al grup de la humita. Rep el seu nom en al·lusió a la seva composició química i estructura cristal·lina, sent el membre dominant amb hidroxil i monoclínic del grup, i per la seva relació amb la humita.

## Característiques
La hidroxilclinohumita és un silicat de fórmula química Mg9(SiO₄)₄(OH)₂. Va ser aprovada com a espècie vàlida per l'Associació Mineralògica Internacional l'any 1998. Cristal·litza en el sistema monoclínic. La seva duresa a l'escala de Mohs és 6,5.
Segons la classificació de Nickel-Strunz, la hidroxilclinohumita pertany a «9.AF - Nesosilicats amb anions addicionals; cations en [4], [5] i/o només coordinació [6]» juntament amb els següents minerals: sil·limanita, andalucita, kanonaïta, cianita, mullita, krieselita, boromullita, yoderita, magnesiostaurolita, estaurolita, zincostaurolita, topazi, norbergita, al·leghanyita, condrodita, reinhardbraunsita, kumtyubeïta, hidroxilcondrodita, humita, manganhumita, clinohumita, sonolita, leucofenicita, ribbeïta, jerrygibbsita, franciscanita, örebroïta, welinita, el·lenbergerita, sismondita, magnesiocloritoide, ottrelita, poldervaartita i olmiïta.

## Formació i jaciments
Va ser descoberta al pou Zelentsovskaya del dipòsit de ferro, titani i vanadi de Kusinsk, a Zlatoust, a l'óblast de Txeliàbinsk (Districte Federal dels Urals, Rússia). També ha estat descrita en altres indrets de Rússia, Itàlia, la República Txeca i l'Afganistan.